# FK 야보르 이바니차
FK 야보르 이바니차(세르비아어: Фудбалски клуб Јавор Ивањица / Fudbalski klub Javor Ivanjica)는 이바니차를 연고로 하는 세르비아의 축구 클럽이다. 현재는 세르비아 수페르리가에 참가하고 있다.

## 선수 명단

### 현역
참고: FIFA 자격 규정에 따라 소속된 국가대표팀 국기를 표시합니다. 선수는 복수의 FIFA 비회원국 국적을 가지고 있을 수 있습니다.
| 번호 | 포지션 | 국적 | 이름          |
| ---- | ------ | ---- | ------------- |
| 4    | DF     |      | 레안드루 핀투 |

| 번호 | 포지션 | 국적         | 이름                 |
| ---- | ------ | ------------ | -------------------- |
| 17   | FW     | 코트디부아르 | 바이에레 주니어 루에 |

### 역대
틀:FK 야보르 이바니차 선수 명단